# 遠藤泰志
遠藤 泰志（えんどう やすし）は、日本の農学者。東京工科大学教授。博士（農学）。

## 経歴
東北大学大学院農学研究科博士後期課程修了後、同大学農学部助教授、同大学大学院農学研究科助教授を経て、東京工科大学バイオニクス学部（現・応用生物学部）教授に就任。
日本油化学会編集委員、同学会規格試験法委員、日本農芸化学会東北支部幹事、日本食品科学工学会東北支部事務幹事なども務めた。
専門分野は、食品化学、食品機能学、油脂科学など。
1986年　東北大学 農学博士　論文の題は「油脂酸化安定性におよぼすクロロフィル類の影響に関する研究」。

## 略歴
- 東北大学大学院農学研究科博士後期課程修了
- 1998年 - 東北大学農学部助教授
- 1999年 - 東北大学大学院農学研究科助教授
- 2007年 - 東京工科大学バイオニクス学部教授
- 2008年 - 東京工科大学応用生物学部教授

## 受賞歴
- 日本油化学協会進歩賞（1990年）[5]
- 日本食品科学工学会奨励賞（1998年）[5]
- 油脂工業会館油脂優秀論文賞（2003年）[5]